# Kyle Van Noy
Kyle Van Noy (Reno, Nevada, 26 de marzo de 1991) es un jugador profesional estadounidense de fútbol americano que se desempeña en la posición de linebacker en Baltimore Ravens, equipo de la National Football League (NFL).

## Carrera
Fue seleccionado en la segunda ronda en la Reunión Anual de Selección de Jugadores de la NFL de 2014. Hizo su debut profesional con el equipo Detroit Lions, en el cual jugó tres temporadas (2014-2016), después pasó por varios equipos, New England Patriots (2016-2020), Miami Dolphins (2020-2021), luego regresó a New England Patriots (2021-2022), Los Angeles Chargers (2022-2023), y finalmente a Baltimore Ravens, donde lleva jugando una temporada.